# Brachytarsina sinhai
Brachytarsina sinhai är en tvåvingeart som beskrevs av Vazirani och Advani 1976. Brachytarsina sinhai ingår i släktet Brachytarsina och familjen lusflugor. Inga underarter finns listade i Catalogue of Life.